# Gandellino
Gandellino (lombardul: Gandelì) település Olaszországban, Lombardia régióban, Bergamo megyében. Lakosainak száma 966 fő (2023. január 1.). Gandellino Gromo, Valgoglio, Carona és Valbondione községekkel határos.

## Népesség
A település lakossága az elmúlt években az alábbi módon változott:
| Lakosok száma | 1010 | 991  | 966  |
|               | 2017 | 2018 | 2023 |